# Energía solar fotovoltaica de concentración

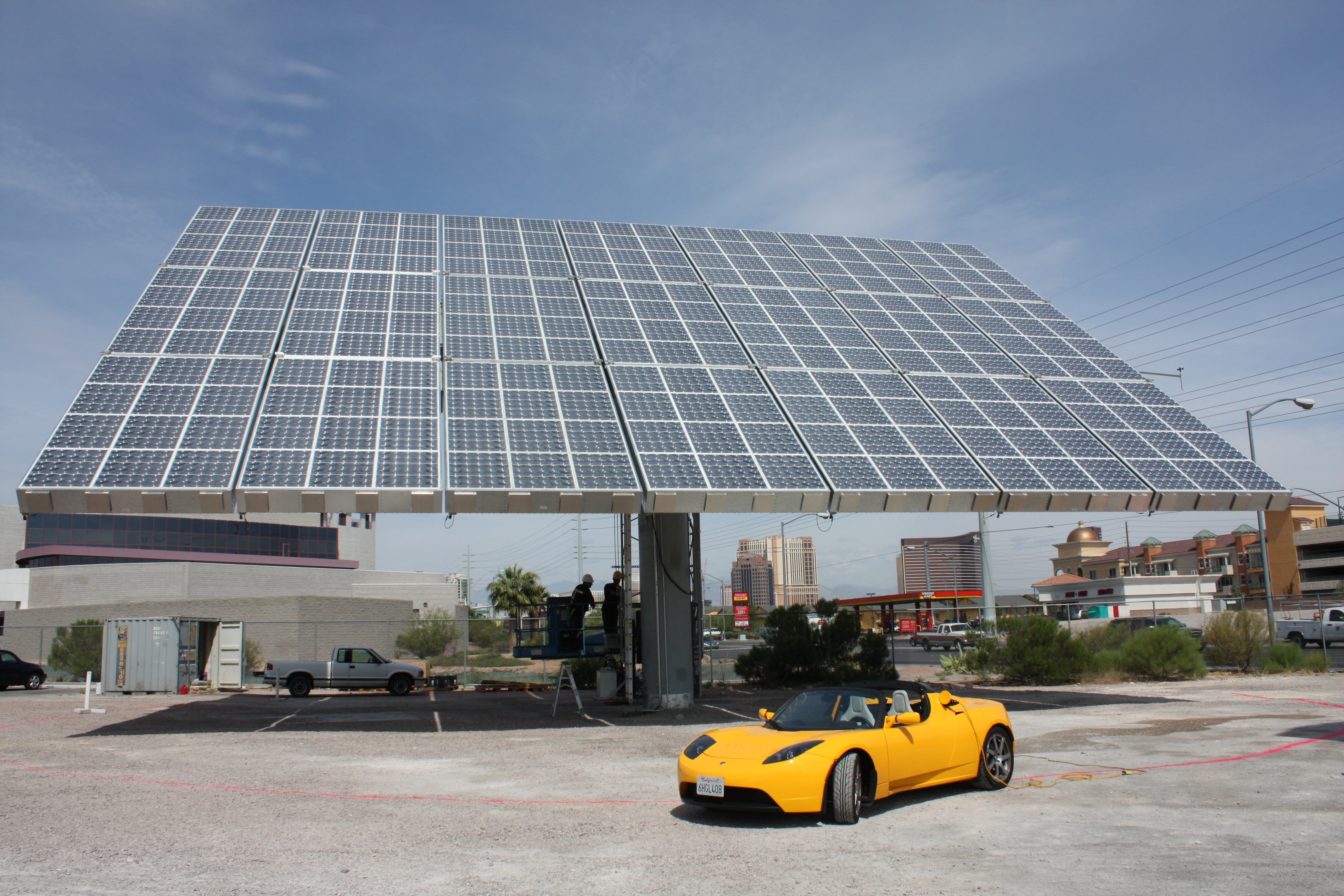
Este sistema, del fabricante Amonix, consiste en miles de pequeñas lentes, cada una de las cuales concentra la intensidad de la luz hasta ~500 veces, hacia una pequeña célula fotovoltaica multiunión de alta eficiencia. Un vehículo eléctrico Tesla Roadster está aparcado al lado para reflejar la escala.

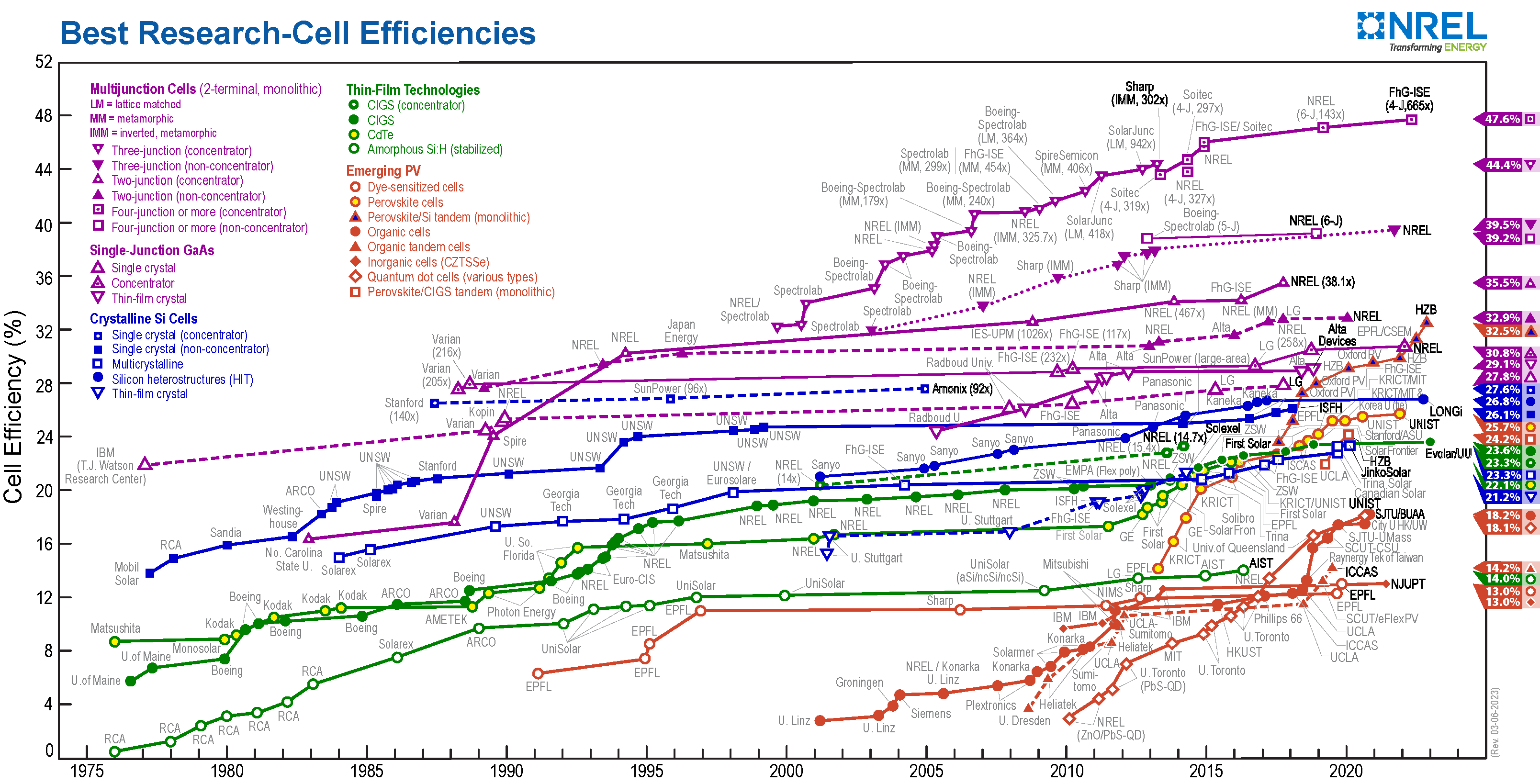
Evolución temporal de los récords documentados de la eficiencia de diferentes células fotovoltaicas. Nótese el récord en diciembre de 2014 del 46 % de eficiencia por parte de un concentrador de múltiples uniones (⊡, 4 o más uniones).

La energía solar fotovoltaica de concentración —también conocida como CPV, del inglés: Concentrator Photovoltaics— es un tipo de energía solar fotovoltaica que utiliza lentes, espejos curvados y otros tipos de ópticas para concentrar una gran cantidad de radiación solar en una pequeña área de células fotovoltaicas para generar electricidad. En comparación con las tecnologías fotovoltaicas convencionales, los sistemas CPV permiten ahorrar costes en las células solares, dado que un área menor de material fotovoltaico es requerido. Debido a ello, la tecnología fotovoltaica de concentración puede hacer uso de células fotovoltaicas de multiunión, más caras pero también mucho más eficientes.
Para conseguir concentrar la luz en el área, los sistemas de concentración requieren realizar una mayor inversión en las ópticas concentradoras, seguidores solares y sistemas de refrigeración. Debido a estos extracostes, la concentración fotovoltaica es mucho menos común que la energía solar fotovoltaica tradicional. No obstante, la investigación y el desarrollo actual está tratando de mejorar la tecnología CPV para reducir su coste.
La tecnología fotovoltaica de concentración compite también con las centrales solares térmicas. La primera transforma directamente la luz solar en electricidad, mientras que la energía solar térmica convierte la luz en calor, que posteriormente se convierte en electricidad. La energía solar térmica es mucho más común que la fotovoltaica de concentración, aunque a veces ambas tecnologías se encuentran combinadas.
Comparados con paneles solares sin concentración, los CPV son ventajosos porque el colector solar ocupa menos espacio, lo que los hace especialmente indicados para tejados.

## Tipos

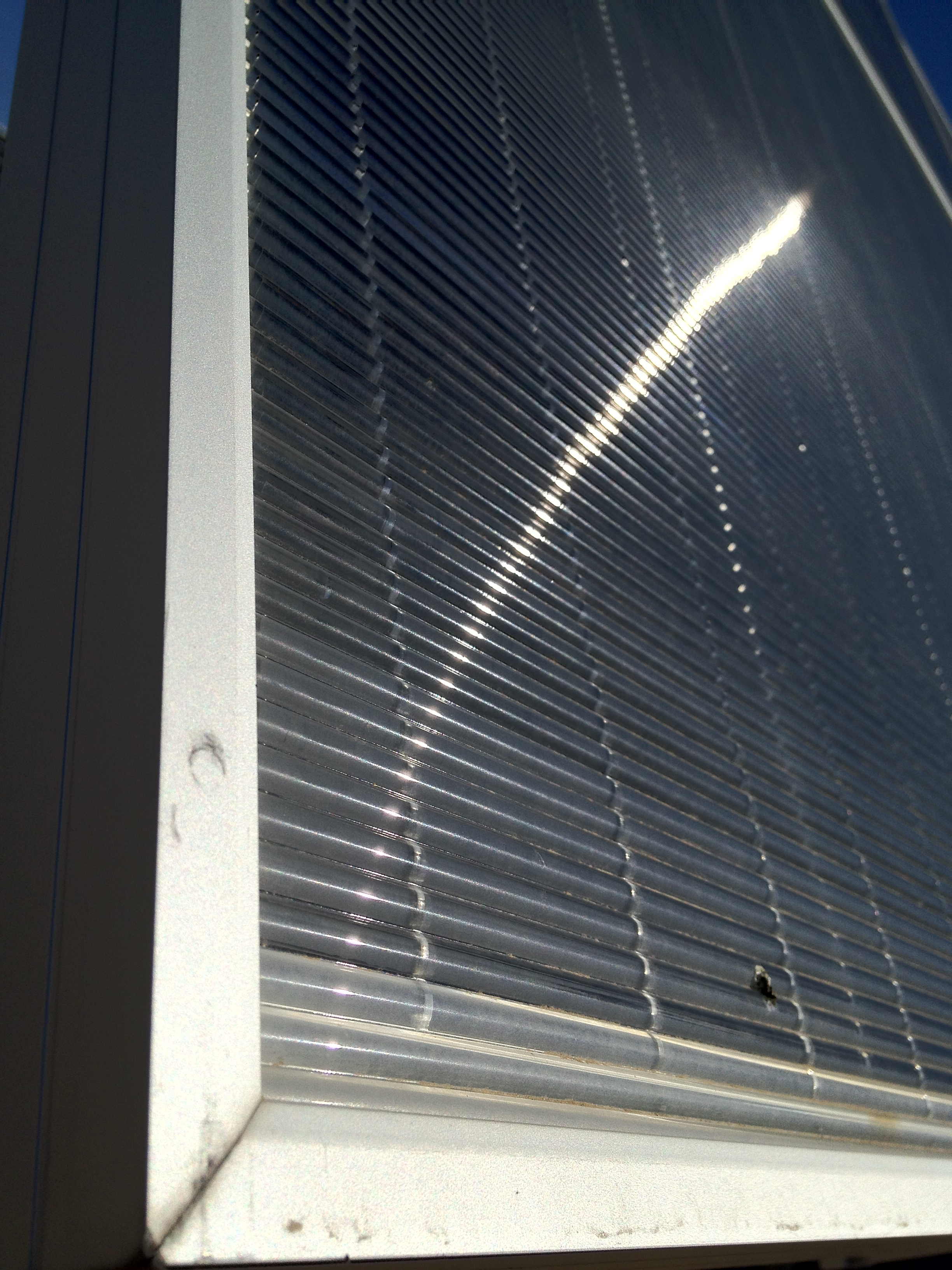
Célula LCPV con lentes de cristal

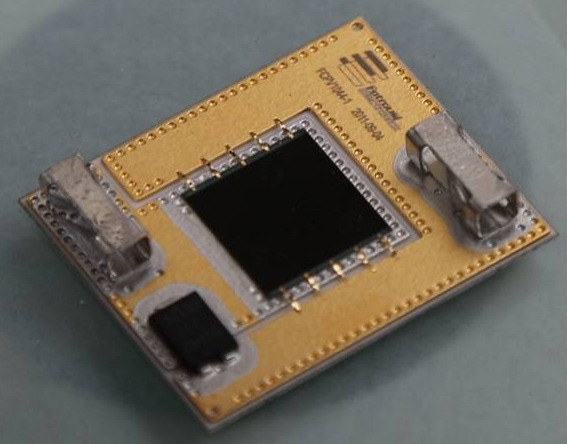
Célula HCPV

Los sistemas de energía solar fotovoltaica de concentración (CPV) se categorizan de acuerdo con la cantidad de su concentración solar, medida en «soles» (el cuadrado de la magnificación).

### Fotovoltaica de baja concentración (LCPV)
La fotovoltaica de baja concentración son sistemas con una concentración de 2 a 100 soles.
Por razones económicas, se utilizan generalmente células de silicio convencionales o modificadas y, en estas concentraciones, el flujo de calor es lo suficentemente bajo para que las células no necesiten ser activamente enfriadas. Las leyes de la óptica indican que un panel solar con una ratio de baja concentración puede tener una alto ángulo de aceptación y, de esta manera, en algunas instancias no requiere un seguimiento solar activo.

### Fotovoltaica de media concentración
Para concentraciones de 100 a 300 soles, los sistemas CPV requieren seguimiento solar de dos ejes y enfriamiento (bien sea pasivo o activo), lo que los hace más complejos.

### Fotovoltaica de alta concentración (HCPV)
Los sistemas de Fotovoltaica de alta concentración (High concentration photovoltaics - HCPV) emplean óptica de concentración consistente en reflectores de plato o lentes de Fresnel que concentran la luz del sol a intensidades de 1000 soles o más.

### Concentradores solares luminiscentes (LSC)

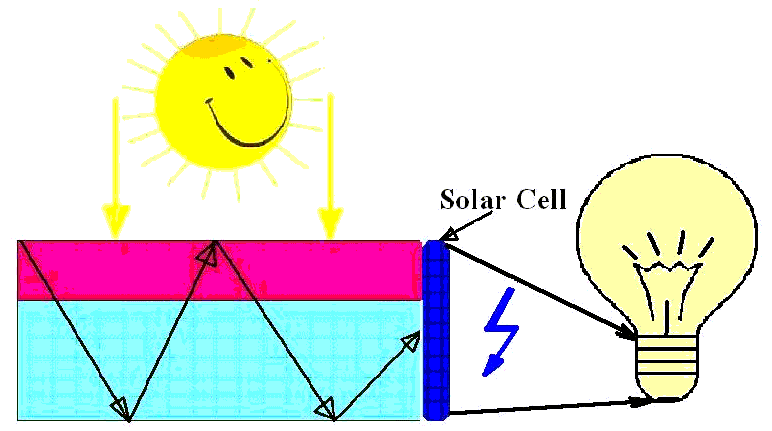
Diagrama esquemático de un LSC (concentrador solar luminiscente)

Un nuevo tipo emergente de concentradores, los cuales aún están en fase de investigación, son los concentradores solares luminiscentes, que se componen de placas luminiscentes ya sea totalmente impregnados por especies luminiscentes o películas delgadas fluorescentes sobre placas transparentes. Transforman la luz solar que reciben en fluorescente y la concentran en los bordes de la placa. El factor de concentración es directamente proporcional a la superficie de la placa e inversamente proporcional a los bordes de la placa. Tal disposición permite utilizar pequeñas cantidades de células solares como resultado de la concentración de la luz fluorescente. El concentrador fluorescente es capaz de concentrar tanto en la luz directa, como la difusa, lo que es especialmente importante en los días nublados. Asimismo, no se necesitan costosos seguidores solares.